# Saad Tedjar
Saad Tedjar (Bugia, 14 de janeiro de 1986) é um futebolista profissional argelino que atua como meia.

## Carreira
Hameur Bouazza representou o elenco da Seleção Argelina de Futebol no Campeonato Africano das Nações de 2013.